# Cousinia amicorum
Cousinia amicorum là một loài thực vật có hoa trong họ Cúc. Loài này được Tscherneva, Joharchi & Ghahrem.-Nejad mô tả khoa học đầu tiên năm 2005.